# Semaine internationale Coppi et Bartali 2022
La 37e édition de la Semaine internationale Coppi et Bartali a lieu du 22 au 26 mars 2022. La course fait partie du calendrier UCI Europe Tour 2022 en catégorie 2.1. Il s'agit de la 4e manche de la Coupe d'Italie de cyclisme sur route 2022.

## Équipes
24 équipes participent à la course, 10 UCI WorldTeams, 5 UCI ProTeams, 8 équipes continentales et 1 sélection nationale.
| WorldTeams (10)- Astana Qazaqstan Team - Bora-Hansgrohe - EF Education-EasyPost - Ineos Grenadiers - Israel-Premier Tech - Jumbo-Visma - Quick-Step Alpha Vinyl - BikeExchange-Jayco - Trek-Segafredo - UAE Team Emirates ProTeams (5)- Alpecin-Fenix - Bardiani-CSF-Faizanè - Bingoal Pauwels Sauces WB - Drone Hopper-Androni Giocattoli - Eolo-Kometa Équipes continentales (8)- Beltrami TSA-Tre Colli - Biesse-Carrera - Colombia Tierra de Atletas-GW Bicicletas - Giotti Victoria-Savini Due - MG.K Vis Colors For Peace VPM - Colpack-Ballan - Team Corratec - Work Service-Vitalcare-Dynatek Équipe nationale- Italie |
| |

## Étapes
| Étape     | Date    | Villes étapes             | type              | Distance (km) | Vainqueur d'étape    | Leader du classement général |
| --------- | ------- | ------------------------- | ----------------- | ------------- | -------------------- | ---------------------------- |
| 1re étape | 22 mars | Riccione – Riccione       | étape vallonnée   | 164,6         | Mauro Schmid         | Mauro Schmid                 |
| 2e étape  | 23 mars | Riccione – Longiano       | étape vallonnée   | 165,9         | Ethan Hayter         | Eddie Dunbar                 |
| 3e étape  | 24 mars | Saint-Marin – Saint-Marin | étape de montagne | 147           | Ben Tulett           | Eddie Dunbar                 |
| 4e étape  | 25 mars | Montecatini – Montecatini | étape vallonnée   | 158,7         | Mathieu van der Poel | Eddie Dunbar                 |
| 5e étape  | 26 mars | Casalguidi – Cantagrillo  | étape vallonnée   | 160           | Josef Černý          | Eddie Dunbar                 |

## Déroulement de la course

### 1reétape
| \| Classement de l'étape \| Classement de l'étape \| Classement de l'étape \| Classement de l'étape \| Classement de l'étape \| \| Coureur \| Coureur \| Pays \| Équipe \| Temps \| \| --------------------- \| --------------------- \| --------------------- \| ------------------------------- \| --------------------- \| \| 1er \| Mauro Schmid \| Suisse \| Quick-Step Alpha Vinyl \| 4 h 12 min 58 s \| \| 2e \| Eddie Dunbar \| Irlande \| Ineos Grenadiers \| + 2 s \| \| 3e \| Ethan Hayter \| Royaume-Uni \| Ineos Grenadiers \| + 16 s \| \| 4e \| Mathieu van der Poel \| Pays-Bas \| Alpecin-Fenix \| + 16 s \| \| 5e \| Natnael Tesfatsion \| Érythrée \| Drone Hopper-Androni Giocattoli \| + 16 s \| \| 6e \| Thomas Pesenti \| Italie \| Beltrami TSA-Tre Colli \| + 16 s \| \| 7e \| Diego Ulissi \| Italie \| UAE Team Emirates \| + 16 s \| \| 8e \| Matteo Sobrero \| Italie \| Team BikeExchange-Jayco \| + 16 s \| \| 9e \| Christian Scaroni \| Italie \| Italie \| + 16 s \| \| 10e \| Marc Hirschi \| Suisse \| UAE Team Emirates \| + 16 s \| |                      |             |                                 |                 |
| |                      |             |                                 |                 |
| Source : ProCyclingStats |                      |             |                                 |                 |
| Classement de l'étape |                      |             |                                 |                 |
| Coureur | Coureur              | Pays        | Équipe                          | Temps           |
| 1er | Mauro Schmid         | Suisse      | Quick-Step Alpha Vinyl          | 4 h 12 min 58 s |
| 2e | Eddie Dunbar         | Irlande     | Ineos Grenadiers                | + 2 s           |
| 3e | Ethan Hayter         | Royaume-Uni | Ineos Grenadiers                | + 16 s          |
| 4e | Mathieu van der Poel | Pays-Bas    | Alpecin-Fenix                   | + 16 s          |
| 5e | Natnael Tesfatsion   | Érythrée    | Drone Hopper-Androni Giocattoli | + 16 s          |
| 6e | Thomas Pesenti       | Italie      | Beltrami TSA-Tre Colli          | + 16 s          |
| 7e | Diego Ulissi         | Italie      | UAE Team Emirates               | + 16 s          |
| 8e | Matteo Sobrero       | Italie      | Team BikeExchange-Jayco         | + 16 s          |
| 9e | Christian Scaroni    | Italie      | Italie                          | + 16 s          |
| 10e | Marc Hirschi         | Suisse      | UAE Team Emirates               | + 16 s          |

| \| Classement général \| Classement général \| Classement général \| Classement général \| Classement général \| \| Coureur \| Coureur \| Pays \| Équipe \| Temps \| \| ------------------ \| -------------------- \| ------------------ \| ------------------------------- \| ------------------ \| \| 1er \| Mauro Schmid \| Suisse \| Quick-Step Alpha Vinyl \| 4 h 12 min 48 s \| \| 2e \| Eddie Dunbar \| Irlande \| Ineos Grenadiers \| + 6 s \| \| 3e \| Ethan Hayter \| Royaume-Uni \| Ineos Grenadiers \| + 22 s \| \| 4e \| Mathieu van der Poel \| Pays-Bas \| Alpecin-Fenix \| + 26 s \| \| 5e \| Natnael Tesfatsion \| Érythrée \| Drone Hopper-Androni Giocattoli \| + 26 s \| \| 6e \| Thomas Pesenti \| Italie \| Beltrami TSA-Tre Colli \| + 26 s \| \| 7e \| Diego Ulissi \| Italie \| UAE Team Emirates \| + 26 s \| \| 8e \| Matteo Sobrero \| Italie \| Team BikeExchange-Jayco \| + 26 s \| \| 9e \| Christian Scaroni \| Italie \| Italie \| + 26 s \| \| 10e \| Marc Hirschi \| Suisse \| UAE Team Emirates \| + 26 s \| |                      |             |                                 |                 |
| |                      |             |                                 |                 |
| Source : ProCyclingStats |                      |             |                                 |                 |
| Classement général |                      |             |                                 |                 |
| Coureur | Coureur              | Pays        | Équipe                          | Temps           |
| 1er | Mauro Schmid         | Suisse      | Quick-Step Alpha Vinyl          | 4 h 12 min 48 s |
| 2e | Eddie Dunbar         | Irlande     | Ineos Grenadiers                | + 6 s           |
| 3e | Ethan Hayter         | Royaume-Uni | Ineos Grenadiers                | + 22 s          |
| 4e | Mathieu van der Poel | Pays-Bas    | Alpecin-Fenix                   | + 26 s          |
| 5e | Natnael Tesfatsion   | Érythrée    | Drone Hopper-Androni Giocattoli | + 26 s          |
| 6e | Thomas Pesenti       | Italie      | Beltrami TSA-Tre Colli          | + 26 s          |
| 7e | Diego Ulissi         | Italie      | UAE Team Emirates               | + 26 s          |
| 8e | Matteo Sobrero       | Italie      | Team BikeExchange-Jayco         | + 26 s          |
| 9e | Christian Scaroni    | Italie      | Italie                          | + 26 s          |
| 10e | Marc Hirschi         | Suisse      | UAE Team Emirates               | + 26 s          |

### 2eétape
| \| Classement de l'étape \| Classement de l'étape \| Classement de l'étape \| Classement de l'étape \| Classement de l'étape \| \| Coureur \| Coureur \| Pays \| Équipe \| Temps \| \| --------------------- \| --------------------- \| --------------------- \| ------------------------------- \| --------------------- \| \| 1er \| Ethan Hayter \| Royaume-Uni \| Ineos Grenadiers \| 4 h 11 min 46 s \| \| 2e \| Matteo Sobrero \| Italie \| Team BikeExchange-Jayco \| + 0 s \| \| 3e \| Ben Tulett \| Royaume-Uni \| Ineos Grenadiers \| + 0 s \| \| 4e \| Nicola Conci \| Italie \| Italie \| + 0 s \| \| 5e \| Natnael Tesfatsion \| Érythrée \| Drone Hopper-Androni Giocattoli \| + 0 s \| \| 6e \| Diego Ulissi \| Italie \| UAE Team Emirates \| + 0 s \| \| 7e \| Marc Hirschi \| Suisse \| UAE Team Emirates \| + 0 s \| \| 8e \| Cian Uijtdebroeks \| Belgique \| Bora-Hansgrohe \| + 0 s \| \| 9e \| Gianluca Brambilla \| Italie \| Trek-Segafredo \| + 0 s \| \| 10e \| Floris De Tier \| Belgique \| Alpecin-Fenix \| + 0 s \| |                    |             |                                 |                 |
| |                    |             |                                 |                 |
| Source : ProCyclingStats |                    |             |                                 |                 |
| Classement de l'étape |                    |             |                                 |                 |
| Coureur | Coureur            | Pays        | Équipe                          | Temps           |
| 1er | Ethan Hayter       | Royaume-Uni | Ineos Grenadiers                | 4 h 11 min 46 s |
| 2e | Matteo Sobrero     | Italie      | Team BikeExchange-Jayco         | + 0 s           |
| 3e | Ben Tulett         | Royaume-Uni | Ineos Grenadiers                | + 0 s           |
| 4e | Nicola Conci       | Italie      | Italie                          | + 0 s           |
| 5e | Natnael Tesfatsion | Érythrée    | Drone Hopper-Androni Giocattoli | + 0 s           |
| 6e | Diego Ulissi       | Italie      | UAE Team Emirates               | + 0 s           |
| 7e | Marc Hirschi       | Suisse      | UAE Team Emirates               | + 0 s           |
| 8e | Cian Uijtdebroeks  | Belgique    | Bora-Hansgrohe                  | + 0 s           |
| 9e | Gianluca Brambilla | Italie      | Trek-Segafredo                  | + 0 s           |
| 10e | Floris De Tier     | Belgique    | Alpecin-Fenix                   | + 0 s           |

| \| Classement général \| Classement général \| Classement général \| Classement général \| Classement général \| \| Coureur \| Coureur \| Pays \| Équipe \| Temps \| \| ------------------ \| ------------------ \| ------------------ \| ------------------------------- \| ------------------ \| \| 1er \| Eddie Dunbar \| Irlande \| Ineos Grenadiers \| 8 h 24 min 40 s \| \| 2e \| Ethan Hayter \| Royaume-Uni \| Ineos Grenadiers \| + 6 s \| \| 3e \| Matteo Sobrero \| Italie \| Team BikeExchange-Jayco \| + 14 s \| \| 4e \| Ben Tulett \| Royaume-Uni \| Ineos Grenadiers \| + 16 s \| \| 5e \| Natnael Tesfatsion \| Érythrée \| Drone Hopper-Androni Giocattoli \| + 20 s \| \| 6e \| Diego Ulissi \| Italie \| UAE Team Emirates \| + 20 s \| \| 7e \| Nicola Conci \| Italie \| Italie \| + 20 s \| \| 8e \| Marc Hirschi \| Suisse \| UAE Team Emirates \| + 20 s \| \| 9e \| Thomas Pesenti \| Italie \| Beltrami TSA-Tre Colli \| + 20 s \| \| 10e \| Gianluca Brambilla \| Italie \| Trek-Segafredo \| + 20 s \| |                    |             |                                 |                 |
| |                    |             |                                 |                 |
| Source : ProCyclingStats |                    |             |                                 |                 |
| Classement général |                    |             |                                 |                 |
| Coureur | Coureur            | Pays        | Équipe                          | Temps           |
| 1er | Eddie Dunbar       | Irlande     | Ineos Grenadiers                | 8 h 24 min 40 s |
| 2e | Ethan Hayter       | Royaume-Uni | Ineos Grenadiers                | + 6 s           |
| 3e | Matteo Sobrero     | Italie      | Team BikeExchange-Jayco         | + 14 s          |
| 4e | Ben Tulett         | Royaume-Uni | Ineos Grenadiers                | + 16 s          |
| 5e | Natnael Tesfatsion | Érythrée    | Drone Hopper-Androni Giocattoli | + 20 s          |
| 6e | Diego Ulissi       | Italie      | UAE Team Emirates               | + 20 s          |
| 7e | Nicola Conci       | Italie      | Italie                          | + 20 s          |
| 8e | Marc Hirschi       | Suisse      | UAE Team Emirates               | + 20 s          |
| 9e | Thomas Pesenti     | Italie      | Beltrami TSA-Tre Colli          | + 20 s          |
| 10e | Gianluca Brambilla | Italie      | Trek-Segafredo                  | + 20 s          |

### 3eétape
| \| Classement de l'étape \| Classement de l'étape \| Classement de l'étape \| Classement de l'étape \| Classement de l'étape \| \| Coureur \| Coureur \| Pays \| Équipe \| Temps \| \| --------------------- \| --------------------- \| --------------------- \| ------------------------------- \| --------------------- \| \| 1er \| Ben Tulett \| Royaume-Uni \| Ineos Grenadiers \| 4 h 12 min 34 s \| \| 2e \| Eddie Dunbar \| Irlande \| Ineos Grenadiers \| + 3 s \| \| 3e \| Marc Hirschi \| Suisse \| UAE Team Emirates \| + 5 s \| \| 4e \| Simon Carr \| Royaume-Uni \| EF Education-EasyPost \| + 7 s \| \| 5e \| Antonio Tiberi \| Italie \| Trek-Segafredo \| + 12 s \| \| 6e \| Diego Ulissi \| Italie \| UAE Team Emirates \| + 25 s \| \| 7e \| Cian Uijtdebroeks \| Belgique \| Bora-Hansgrohe \| + 25 s \| \| 8e \| Gianluca Brambilla \| Italie \| Trek-Segafredo \| + 38 s \| \| 9e \| Nicola Conci \| Italie \| Italie \| + 51 s \| \| 10e \| Alexander Cepeda \| Équateur \| Drone Hopper-Androni Giocattoli \| + 51 s \| |                    |             |                                 |                 |
| |                    |             |                                 |                 |
| Source : ProCyclingStats |                    |             |                                 |                 |
| Classement de l'étape |                    |             |                                 |                 |
| Coureur | Coureur            | Pays        | Équipe                          | Temps           |
| 1er | Ben Tulett         | Royaume-Uni | Ineos Grenadiers                | 4 h 12 min 34 s |
| 2e | Eddie Dunbar       | Irlande     | Ineos Grenadiers                | + 3 s           |
| 3e | Marc Hirschi       | Suisse      | UAE Team Emirates               | + 5 s           |
| 4e | Simon Carr         | Royaume-Uni | EF Education-EasyPost           | + 7 s           |
| 5e | Antonio Tiberi     | Italie      | Trek-Segafredo                  | + 12 s          |
| 6e | Diego Ulissi       | Italie      | UAE Team Emirates               | + 25 s          |
| 7e | Cian Uijtdebroeks  | Belgique    | Bora-Hansgrohe                  | + 25 s          |
| 8e | Gianluca Brambilla | Italie      | Trek-Segafredo                  | + 38 s          |
| 9e | Nicola Conci       | Italie      | Italie                          | + 51 s          |
| 10e | Alexander Cepeda   | Équateur    | Drone Hopper-Androni Giocattoli | + 51 s          |

| \| Classement général \| Classement général \| Classement général \| Classement général \| Classement général \| \| Coureur \| Coureur \| Pays \| Équipe \| Temps \| \| ------------------ \| ------------------ \| ------------------ \| --------------------- \| ------------------ \| \| 1er \| Eddie Dunbar \| Irlande \| Ineos Grenadiers \| 12 h 37 min 11 s \| \| 2e \| Ben Tulett \| Royaume-Uni \| Ineos Grenadiers \| + 9 s \| \| 3e \| Marc Hirschi \| Suisse \| UAE Team Emirates \| + 24 s \| \| 4e \| Simon Carr \| Royaume-Uni \| EF Education-EasyPost \| + 30 s \| \| 5e \| Antonio Tiberi \| Italie \| Trek-Segafredo \| + 45 s \| \| 6e \| Diego Ulissi \| Italie \| UAE Team Emirates \| + 48 s \| \| 7e \| Cian Uijtdebroeks \| Belgique \| Bora-Hansgrohe \| + 48 s \| \| 8e \| Gianluca Brambilla \| Italie \| Trek-Segafredo \| + 1 min 01 s \| \| 9e \| Nicola Conci \| Italie \| Italie \| + 1 min 14 s \| \| 10e \| Ethan Hayter \| Royaume-Uni \| Ineos Grenadiers \| + 1 min 18 s \| |                    |             |                       |                  |
| |                    |             |                       |                  |
| Source : ProCyclingStats |                    |             |                       |                  |
| Classement général |                    |             |                       |                  |
| Coureur | Coureur            | Pays        | Équipe                | Temps            |
| 1er | Eddie Dunbar       | Irlande     | Ineos Grenadiers      | 12 h 37 min 11 s |
| 2e | Ben Tulett         | Royaume-Uni | Ineos Grenadiers      | + 9 s            |
| 3e | Marc Hirschi       | Suisse      | UAE Team Emirates     | + 24 s           |
| 4e | Simon Carr         | Royaume-Uni | EF Education-EasyPost | + 30 s           |
| 5e | Antonio Tiberi     | Italie      | Trek-Segafredo        | + 45 s           |
| 6e | Diego Ulissi       | Italie      | UAE Team Emirates     | + 48 s           |
| 7e | Cian Uijtdebroeks  | Belgique    | Bora-Hansgrohe        | + 48 s           |
| 8e | Gianluca Brambilla | Italie      | Trek-Segafredo        | + 1 min 01 s     |
| 9e | Nicola Conci       | Italie      | Italie                | + 1 min 14 s     |
| 10e | Ethan Hayter       | Royaume-Uni | Ineos Grenadiers      | + 1 min 18 s     |

### 4eétape
| \| Classement de l'étape \| Classement de l'étape \| Classement de l'étape \| Classement de l'étape \| Classement de l'étape \| \| Coureur \| Coureur \| Pays \| Équipe \| Temps \| \| --------------------- \| --------------------- \| --------------------- \| ------------------------------- \| --------------------- \| \| 1er \| Mathieu van der Poel \| Pays-Bas \| Alpecin-Fenix \| 3 h 59 min 49 s \| \| 2e \| Ethan Hayter \| Royaume-Uni \| Ineos Grenadiers \| + 0 s \| \| 3e \| Rémy Mertz \| Belgique \| Bingoal Pauwels Sauces WB \| + 0 s \| \| 4e \| Dion Smith \| Nouvelle-Zélande \| Team BikeExchange-Jayco \| + 0 s \| \| 5e \| Mick van Dijke \| Pays-Bas \| Jumbo-Visma \| + 0 s \| \| 6e \| Koen Bouwman \| Pays-Bas \| Jumbo-Visma \| + 0 s \| \| 7e \| Jan Polanc \| Slovénie \| UAE Team Emirates \| + 0 s \| \| 8e \| Omer Goldstein \| Israël \| Israel-Premier Tech \| + 0 s \| \| 9e \| Erik Fetter \| Hongrie \| Eolo-Kometa \| + 0 s \| \| 10e \| Natnael Tesfatsion \| Érythrée \| Drone Hopper-Androni Giocattoli \| + 0 s \| |                      |                  |                                 |                 |
| |                      |                  |                                 |                 |
| Source : ProCyclingStats |                      |                  |                                 |                 |
| Classement de l'étape |                      |                  |                                 |                 |
| Coureur | Coureur              | Pays             | Équipe                          | Temps           |
| 1er | Mathieu van der Poel | Pays-Bas         | Alpecin-Fenix                   | 3 h 59 min 49 s |
| 2e | Ethan Hayter         | Royaume-Uni      | Ineos Grenadiers                | + 0 s           |
| 3e | Rémy Mertz           | Belgique         | Bingoal Pauwels Sauces WB       | + 0 s           |
| 4e | Dion Smith           | Nouvelle-Zélande | Team BikeExchange-Jayco         | + 0 s           |
| 5e | Mick van Dijke       | Pays-Bas         | Jumbo-Visma                     | + 0 s           |
| 6e | Koen Bouwman         | Pays-Bas         | Jumbo-Visma                     | + 0 s           |
| 7e | Jan Polanc           | Slovénie         | UAE Team Emirates               | + 0 s           |
| 8e | Omer Goldstein       | Israël           | Israel-Premier Tech             | + 0 s           |
| 9e | Erik Fetter          | Hongrie          | Eolo-Kometa                     | + 0 s           |
| 10e | Natnael Tesfatsion   | Érythrée         | Drone Hopper-Androni Giocattoli | + 0 s           |

| \| Classement général \| Classement général \| Classement général \| Classement général \| Classement général \| \| Coureur \| Coureur \| Pays \| Équipe \| Temps \| \| ------------------ \| ------------------ \| ------------------ \| --------------------- \| ------------------ \| \| 1er \| Eddie Dunbar \| Irlande \| Ineos Grenadiers \| 16 h 37 min 00 s \| \| 2e \| Ben Tulett \| Royaume-Uni \| Ineos Grenadiers \| + 9 s \| \| 3e \| Marc Hirschi \| Suisse \| UAE Team Emirates \| + 24 s \| \| 4e \| Simon Carr \| Royaume-Uni \| EF Education-EasyPost \| + 30 s \| \| 5e \| Antonio Tiberi \| Italie \| Trek-Segafredo \| + 45 s \| \| 6e \| Diego Ulissi \| Italie \| UAE Team Emirates \| + 48 s \| \| 7e \| Cian Uijtdebroeks \| Belgique \| Bora-Hansgrohe \| + 48 s \| \| 8e \| Gianluca Brambilla \| Italie \| Trek-Segafredo \| + 1 min 01 s \| \| 9e \| Ethan Hayter \| Royaume-Uni \| Ineos Grenadiers \| + 1 min 12 s \| \| 10e \| Nicola Conci \| Italie \| Italie \| + 1 min 14 s \| |                    |             |                       |                  |
| |                    |             |                       |                  |
| Source : ProCyclingStats |                    |             |                       |                  |
| Classement général |                    |             |                       |                  |
| Coureur | Coureur            | Pays        | Équipe                | Temps            |
| 1er | Eddie Dunbar       | Irlande     | Ineos Grenadiers      | 16 h 37 min 00 s |
| 2e | Ben Tulett         | Royaume-Uni | Ineos Grenadiers      | + 9 s            |
| 3e | Marc Hirschi       | Suisse      | UAE Team Emirates     | + 24 s           |
| 4e | Simon Carr         | Royaume-Uni | EF Education-EasyPost | + 30 s           |
| 5e | Antonio Tiberi     | Italie      | Trek-Segafredo        | + 45 s           |
| 6e | Diego Ulissi       | Italie      | UAE Team Emirates     | + 48 s           |
| 7e | Cian Uijtdebroeks  | Belgique    | Bora-Hansgrohe        | + 48 s           |
| 8e | Gianluca Brambilla | Italie      | Trek-Segafredo        | + 1 min 01 s     |
| 9e | Ethan Hayter       | Royaume-Uni | Ineos Grenadiers      | + 1 min 12 s     |
| 10e | Nicola Conci       | Italie      | Italie                | + 1 min 14 s     |

### 5eétape
| \| Classement de l'étape \| Classement de l'étape \| Classement de l'étape \| Classement de l'étape \| Classement de l'étape \| \| Coureur \| Coureur \| Pays \| Équipe \| Temps \| \| --------------------- \| --------------------- \| --------------------- \| ------------------------------- \| --------------------- \| \| 1er \| Josef Černý \| Tchéquie \| Quick-Step Alpha Vinyl \| 3 h 56 min 55 s \| \| 2e \| Rémi Cavagna \| France \| Quick-Step Alpha Vinyl \| + 0 s \| \| 3e \| Omer Goldstein \| Israël \| Israel-Premier Tech \| + 14 s \| \| 4e \| Julius van den Berg \| Pays-Bas \| EF Education-EasyPost \| + 46 s \| \| 5e \| Frederik Wandahl \| Danemark \| Bora-Hansgrohe \| + 3 min 03 s \| \| 6e \| Fabio Van den Bossche \| Belgique \| Alpecin-Fenix \| + 3 min 03 s \| \| 7e \| Tom Paquot \| Belgique \| Bingoal Pauwels Sauces WB \| + 3 min 03 s \| \| 8e \| Giovanni Carboni \| Italie \| Italie \| + 3 min 05 s \| \| 9e \| Natnael Tesfatsion \| Érythrée \| Drone Hopper-Androni Giocattoli \| + 4 min 23 s \| \| 10e \| Diego Ulissi \| Italie \| UAE Team Emirates \| + 4 min 23 s \| |                       |          |                                 |                 |
| |                       |          |                                 |                 |
| Source : ProCyclingStats |                       |          |                                 |                 |
| Classement de l'étape |                       |          |                                 |                 |
| Coureur | Coureur               | Pays     | Équipe                          | Temps           |
| 1er | Josef Černý           | Tchéquie | Quick-Step Alpha Vinyl          | 3 h 56 min 55 s |
| 2e | Rémi Cavagna          | France   | Quick-Step Alpha Vinyl          | + 0 s           |
| 3e | Omer Goldstein        | Israël   | Israel-Premier Tech             | + 14 s          |
| 4e | Julius van den Berg   | Pays-Bas | EF Education-EasyPost           | + 46 s          |
| 5e | Frederik Wandahl      | Danemark | Bora-Hansgrohe                  | + 3 min 03 s    |
| 6e | Fabio Van den Bossche | Belgique | Alpecin-Fenix                   | + 3 min 03 s    |
| 7e | Tom Paquot            | Belgique | Bingoal Pauwels Sauces WB       | + 3 min 03 s    |
| 8e | Giovanni Carboni      | Italie   | Italie                          | + 3 min 05 s    |
| 9e | Natnael Tesfatsion    | Érythrée | Drone Hopper-Androni Giocattoli | + 4 min 23 s    |
| 10e | Diego Ulissi          | Italie   | UAE Team Emirates               | + 4 min 23 s    |

## Classements finals

### Classement général final
| \| Classement général \| Classement général \| Classement général \| Classement général \| Classement général \| \| Coureur \| Coureur \| Pays \| Équipe \| Temps \| \| ------------------ \| ------------------ \| ------------------ \| ------------------------------- \| ------------------ \| \| 1er \| Eddie Dunbar \| Irlande \| Ineos Grenadiers \| 20 h 38 min 18 s \| \| 2e \| Ben Tulett \| Royaume-Uni \| Ineos Grenadiers \| + 9 s \| \| 3e \| Marc Hirschi \| Suisse \| UAE Team Emirates \| + 24 s \| \| 4e \| Simon Carr \| Royaume-Uni \| EF Education-EasyPost \| + 30 s \| \| 5e \| Antonio Tiberi \| Italie \| Trek-Segafredo \| + 45 s \| \| 6e \| Diego Ulissi \| Italie \| UAE Team Emirates \| + 48 s \| \| 7e \| Jan Polanc \| Slovénie \| UAE Team Emirates \| + 1 min 23 s \| \| 8e \| Gianluca Brambilla \| Italie \| Trek-Segafredo \| + 1 min 25 s \| \| 9e \| Natnael Tesfatsion \| Érythrée \| Drone Hopper-Androni Giocattoli \| + 1 min 38 s \| \| 10e \| Nicola Conci \| Italie \| Italie \| + 1 min 38 s \| |                    |             |                                 |                  |
| |                    |             |                                 |                  |
| Source : ProCyclingStats |                    |             |                                 |                  |
| Classement général |                    |             |                                 |                  |
| Coureur | Coureur            | Pays        | Équipe                          | Temps            |
| 1er | Eddie Dunbar       | Irlande     | Ineos Grenadiers                | 20 h 38 min 18 s |
| 2e | Ben Tulett         | Royaume-Uni | Ineos Grenadiers                | + 9 s            |
| 3e | Marc Hirschi       | Suisse      | UAE Team Emirates               | + 24 s           |
| 4e | Simon Carr         | Royaume-Uni | EF Education-EasyPost           | + 30 s           |
| 5e | Antonio Tiberi     | Italie      | Trek-Segafredo                  | + 45 s           |
| 6e | Diego Ulissi       | Italie      | UAE Team Emirates               | + 48 s           |
| 7e | Jan Polanc         | Slovénie    | UAE Team Emirates               | + 1 min 23 s     |
| 8e | Gianluca Brambilla | Italie      | Trek-Segafredo                  | + 1 min 25 s     |
| 9e | Natnael Tesfatsion | Érythrée    | Drone Hopper-Androni Giocattoli | + 1 min 38 s     |
| 10e | Nicola Conci       | Italie      | Italie                          | + 1 min 38 s     |

### Classements annexes
| Classement par points | Classement par points | Classement par points | Classement par points           | Classement par points |
| Coureur               | Coureur               | Pays                  | Équipe                          | Points                |
| --------------------- | --------------------- | --------------------- | ------------------------------- | --------------------- |
| 1er                   | Ethan Hayter          | Royaume-Uni           | Ineos Grenadiers                | 24 pts                |
| 2e                    | Ben Tulett            | Royaume-Uni           | Ineos Grenadiers                | 16 pts                |
| 3e                    | Eddie Dunbar          | Irlande               | Ineos Grenadiers                | 16 pts                |
| 4e                    | Mathieu van der Poel  | Pays-Bas              | Alpecin-Fenix                   | 15 pts                |
| 5e                    | Mauro Schmid          | Suisse                | Quick-Step Alpha Vinyl          | 10 pts                |
| 6e                    | Josef Černý           | Tchéquie              | Quick-Step Alpha Vinyl          | 10 pts                |
| 7e                    | Matteo Sobrero        | Italie                | Team BikeExchange-Jayco         | 9 pts                 |
| 8e                    | Marc Hirschi          | Suisse                | UAE Team Emirates               | 8 pts                 |
| 9e                    | Diego Ulissi          | Italie                | UAE Team Emirates               | 8 pts                 |
| 10e                   | Natnael Tesfatsion    | Érythrée              | Drone Hopper-Androni Giocattoli | 8 pts                 |

| Classement par points | Classement par points | Classement par points | Classement par points           | Classement par points |
| Coureur               | Coureur               | Pays                  | Équipe                          | Points                |
| --------------------- | --------------------- | --------------------- | ------------------------------- | --------------------- |
| 1er                   | Ethan Hayter          | Royaume-Uni           | Ineos Grenadiers                | 24 pts                |
| 2e                    | Ben Tulett            | Royaume-Uni           | Ineos Grenadiers                | 16 pts                |
| 3e                    | Eddie Dunbar          | Irlande               | Ineos Grenadiers                | 16 pts                |
| 4e                    | Mathieu van der Poel  | Pays-Bas              | Alpecin-Fenix                   | 15 pts                |
| 5e                    | Mauro Schmid          | Suisse                | Quick-Step Alpha Vinyl          | 10 pts                |
| 6e                    | Josef Černý           | Tchéquie              | Quick-Step Alpha Vinyl          | 10 pts                |
| 7e                    | Matteo Sobrero        | Italie                | Team BikeExchange-Jayco         | 9 pts                 |
| 8e                    | Marc Hirschi          | Suisse                | UAE Team Emirates               | 8 pts                 |
| 9e                    | Diego Ulissi          | Italie                | UAE Team Emirates               | 8 pts                 |
| 10e                   | Natnael Tesfatsion    | Érythrée              | Drone Hopper-Androni Giocattoli | 8 pts                 |

| Classement de la montagne | Classement de la montagne | Classement de la montagne | Classement de la montagne       | Classement de la montagne |
| Coureur                   | Coureur                   | Pays                      | Équipe                          | Points                    |
| ------------------------- | ------------------------- | ------------------------- | ------------------------------- | ------------------------- |
| 1er                       | Andrea Garosio            | Italie                    | Biesse-Carrera                  | 42 pts                    |
| 2e                        | Mattia Cattaneo           | Italie                    | Quick-Step Alpha Vinyl          | 20 pts                    |
| 3e                        | Edoardo Zardini           | Italie                    | Drone Hopper-Androni Giocattoli | 18 pts                    |
| 4e                        | Josef Černý               | Tchéquie                  | Quick-Step Alpha Vinyl          | 14 pts                    |
| 5e                        | Rémi Cavagna              | France                    | Quick-Step Alpha Vinyl          | 12 pts                    |
| 6e                        | Eddie Dunbar              | Irlande                   | Ineos Grenadiers                | 11 pts                    |
| 7e                        | Giovanni Bortoluzzi       | Italie                    | Work Service-Vitalcare-Dynatek  | 10 pts                    |
| 8e                        | Omer Goldstein            | Israël                    | Israel-Premier Tech             | 10 pts                    |
| 9e                        | James Shaw                | Royaume-Uni               | EF Education-EasyPost           | 10 pts                    |
| 10e                       | Mathieu van der Poel      | Pays-Bas                  | Alpecin-Fenix                   | 9 pts                     |

| Classement de la montagne | Classement de la montagne | Classement de la montagne | Classement de la montagne       | Classement de la montagne |
| Coureur                   | Coureur                   | Pays                      | Équipe                          | Points                    |
| ------------------------- | ------------------------- | ------------------------- | ------------------------------- | ------------------------- |
| 1er                       | Andrea Garosio            | Italie                    | Biesse-Carrera                  | 42 pts                    |
| 2e                        | Mattia Cattaneo           | Italie                    | Quick-Step Alpha Vinyl          | 20 pts                    |
| 3e                        | Edoardo Zardini           | Italie                    | Drone Hopper-Androni Giocattoli | 18 pts                    |
| 4e                        | Josef Černý               | Tchéquie                  | Quick-Step Alpha Vinyl          | 14 pts                    |
| 5e                        | Rémi Cavagna              | France                    | Quick-Step Alpha Vinyl          | 12 pts                    |
| 6e                        | Eddie Dunbar              | Irlande                   | Ineos Grenadiers                | 11 pts                    |
| 7e                        | Giovanni Bortoluzzi       | Italie                    | Work Service-Vitalcare-Dynatek  | 10 pts                    |
| 8e                        | Omer Goldstein            | Israël                    | Israel-Premier Tech             | 10 pts                    |
| 9e                        | James Shaw                | Royaume-Uni               | EF Education-EasyPost           | 10 pts                    |
| 10e                       | Mathieu van der Poel      | Pays-Bas                  | Alpecin-Fenix                   | 9 pts                     |

| Classement du meilleur jeune | Classement du meilleur jeune | Classement du meilleur jeune | Classement du meilleur jeune    | Classement du meilleur jeune |
| Coureur                      | Coureur                      | Pays                         | Équipe                          | Temps                        |
| ---------------------------- | ---------------------------- | ---------------------------- | ------------------------------- | ---------------------------- |
| 1er                          | Ben Tulett                   | Royaume-Uni                  | Ineos Grenadiers                | 20 h 38 min 27 s             |
| 2e                           | Marc Hirschi                 | Suisse                       | UAE Team Emirates               | + 15 s                       |
| 3e                           | Simon Carr                   | Royaume-Uni                  | EF Education-EasyPost           | + 21 s                       |
| 4e                           | Antonio Tiberio              | Italie                       | Italie                          | + 36 s                       |
| 5e                           | Natnael Tesfatsion           | Érythrée                     | Drone Hopper-Androni Giocattoli | + 1 min 29 s                 |
| 6e                           | Ethan Hayter                 | Royaume-Uni                  | Ineos Grenadiers                | + 3 min 05 s                 |
| 7e                           | Johannes Staune-Mittet       | Norvège                      | Jumbo-Visma Development Team    | + 3 min 17 s                 |
| 8e                           | Andrés Camilo Ardila         | Colombie                     | UAE Team Emirates               | + 4 min 15 s                 |
| 9e                           | Alexander Cepeda             | Équateur                     | Drone Hopper-Androni Giocattoli | + 4 min 15 s                 |
| 10e                          | Gijs Leemreize               | Pays-Bas                     | Jumbo-Visma                     | + 4 min 20 s                 |

| Classement du meilleur jeune | Classement du meilleur jeune | Classement du meilleur jeune | Classement du meilleur jeune    | Classement du meilleur jeune |
| Coureur                      | Coureur                      | Pays                         | Équipe                          | Temps                        |
| ---------------------------- | ---------------------------- | ---------------------------- | ------------------------------- | ---------------------------- |
| 1er                          | Ben Tulett                   | Royaume-Uni                  | Ineos Grenadiers                | 20 h 38 min 27 s             |
| 2e                           | Marc Hirschi                 | Suisse                       | UAE Team Emirates               | + 15 s                       |
| 3e                           | Simon Carr                   | Royaume-Uni                  | EF Education-EasyPost           | + 21 s                       |
| 4e                           | Antonio Tiberio              | Italie                       | Italie                          | + 36 s                       |
| 5e                           | Natnael Tesfatsion           | Érythrée                     | Drone Hopper-Androni Giocattoli | + 1 min 29 s                 |
| 6e                           | Ethan Hayter                 | Royaume-Uni                  | Ineos Grenadiers                | + 3 min 05 s                 |
| 7e                           | Johannes Staune-Mittet       | Norvège                      | Jumbo-Visma Development Team    | + 3 min 17 s                 |
| 8e                           | Andrés Camilo Ardila         | Colombie                     | UAE Team Emirates               | + 4 min 15 s                 |
| 9e                           | Alexander Cepeda             | Équateur                     | Drone Hopper-Androni Giocattoli | + 4 min 15 s                 |
| 10e                          | Gijs Leemreize               | Pays-Bas                     | Jumbo-Visma                     | + 4 min 20 s                 |

| Classement par équipes | Classement par équipes          | Classement par équipes | Classement par équipes |
| Équipe                 | Équipe                          | Pays                   | Temps                  |
| ---------------------- | ------------------------------- | ---------------------- | ---------------------- |
| 1re                    | Ineos Grenadiers                | Royaume-Uni            | 61 h 57 min 28 s       |
| 2e                     | UAE Team Emirates               | Émirats arabes unis    | + 5 s                  |
| 3e                     | Jumbo-Visma                     | Pays-Bas               | + 9 min 42 s           |
| 4e                     | Drone Hopper-Androni Giocattoli | Italie                 | + 10 min 00 s          |
| 5e                     | Italie                          | Italie                 | + 12 min 49 s          |

| Classement par équipes | Classement par équipes          | Classement par équipes | Classement par équipes |
| Équipe                 | Équipe                          | Pays                   | Temps                  |
| ---------------------- | ------------------------------- | ---------------------- | ---------------------- |
| 1re                    | Ineos Grenadiers                | Royaume-Uni            | 61 h 57 min 28 s       |
| 2e                     | UAE Team Emirates               | Émirats arabes unis    | + 5 s                  |
| 3e                     | Jumbo-Visma                     | Pays-Bas               | + 9 min 42 s           |
| 4e                     | Drone Hopper-Androni Giocattoli | Italie                 | + 10 min 00 s          |
| 5e                     | Italie                          | Italie                 | + 12 min 49 s          |

### Classement UCI
La course attribue des points au classement mondial UCI 2022 selon le barème suivant :
| Position           | 1er | 2e | 3e | 4e | 5e | 6e | 7e | 8e | 9e | 10e | 11e | 12e | 13e à 15e | 16e à 25e |
| Classement général | 125 | 85 | 70 | 60 | 50 | 40 | 35 | 30 | 25 | 20  | 15  | 10  | 5         | 3         |
| Par étape          | 14  | 5  | 3  |    |    |    |    |    |    |     |     |     |           |           |
| Leader, par étape  | 3   |    |    |    |    |    |    |    |    |     |     |     |           |           |

## Évolution des classements
| Étape              | Vainqueur            | Classement général | Classement de la montagne | Classement par points | Classement du meilleur jeune | Classement par équipes |
| ------------------ | -------------------- | ------------------ | ------------------------- | --------------------- | ---------------------------- | ---------------------- |
| 1                  | Mauro Schmid         | Mauro Schmid       | Giovanni Bortoluzzi       | Mauro Schmid          | Mauro Schmid                 | Ineos Grenadiers       |
| 2                  | Ethan Hayter         | Eddie Dunbar       | Eddie Dunbar              | Ethan Hayter          | Ethan Hayter                 | Ineos Grenadiers       |
| 3                  | Ben Tulett           | Eddie Dunbar       | Andrea Garosio            | Ben Tulett            | Ben Tulett                   | Ineos Grenadiers       |
| 4                  | Mathieu van der Poel | Eddie Dunbar       | Andrea Garosio            | Ethan Hayter          | Ben Tulett                   | Ineos Grenadiers       |
| 5                  | Josef Černý          | Eddie Dunbar       | Andrea Garosio            | Ethan Hayter          | Ben Tulett                   | Ineos Grenadiers       |
| Classements finals | Classements finals   | Eddie Dunbar       | Andrea Garosio            | Ethan Hayter          | Ben Tulett                   | Ineos Grenadiers       |